# One America News Network
One America News Network (OANN), còn được gọi là One America News (OAN), là một kênh truyền hình cáp cực hữu ủng hộ Donald Trump do Robert Herring Sr. thành lập và thuộc sở hữu của Herring Networks, Inc., ra mắt vào ngày 4 tháng 7 năm 2013. Kênh này ng có trụ sở chính tại San Diego, California và điều hành các văn phòng tin tức ở Washington, DC và Thành phố New York.
Các chương trình trò chuyện chính trị vào giờ vàng của kênh này có quan điểm bảo thủ và kênh này đã tự mô tả mình là một trong những "người ủng hộ vĩ đại nhất" của Trump. Bản thân Trump đã quảng bá cho cả kênh này và một số máy chủ của nó.
Kênh này nổi tiếng với việc quảng bá sự giả dối và thuyết âm mưu. YouTube đã tạm ngưng và tắt tính năng kiếm tiền trên kênh của OANN trong một tuần, kể từ ngày 24 tháng 11 năm 2020, 'Strike one', vì đã tuyên bố sai sự thật về phương pháp chữa bệnh COVID-19.